# بيتر إتش كوين
بيتر إتش كوين (بالإنجليزية: Peter H. Quinn)‏ هو عسكري أمريكي، ولد في مايو 1873 في سان فرانسيسكو في الولايات المتحدة، وتوفي في 19 أبريل 1934.